# (31621) 1999 GH19
1999 GH19 (asteroide 31621) é um asteroide da cintura principal. Possui uma excentricidade de 0.18993380 e uma inclinação de 11.43665º.
Este asteroide foi descoberto no dia 15 de abril de 1999 por LINEAR em Socorro.